# APG IV-systeem
Het APG IV-systeem voor classificatie van de bedektzadigen is in 2016 gepubliceerd door de Angiosperm Phylogeny Group, als de opvolger van APG I-systeem in 1998, APG II-systeem in 2003 en APG III-systeem in 2009.
Na het APG I (1998) met 25 families met onzekere positie, werden nog drie versies van de APG-classificatie gepubliceerd, achtereenvolgens in 2003, 2009 en 2016. De laatste versie van 2016 (APG IV) was de lijst van taxa met onzekere positie gekrompen tot zeven geslachten.
Het totale aantal onderscheiden ordes is toegenomen van 45 in het APG III-systeem tot 64 in het APG IV-systeem, met in het totaal 416 families. Er is meer kennis naarmate er meer planten zijn bemonsterd en meer DNA-regio's zijn onderzocht. Het aantal groepen op hoger niveau, formeel en informeel, is ook toegenomen, als een weerspiegeling van toenemend vertrouwen in de relaties van families met elkaar.

## Veranderingen na APG III
De 23e druk (2005) van Heukels' Flora van Nederland gebruikt een indeling die gebaseerd is op het APG II-systeem van 2003 met enkele aanpassingen. Nadien zijn er nieuwe, herziene versies van het APG verschenen: in 2009 (APG III) en in 2016 (APG IV). Veel van de laatste versie is al te zien in Heukels' Flora van Nederland, maar er zijn toch nog duidelijke verschillen, zoals nieuw onderscheiden ordes, nieuwe informele grote clades, verplaatste families en nomenclatorische wijzigingen. Ook zijn enkele families anders omgrensd of anders samengesteld.

### Nieuw onderscheiden ordes
In vergelijking met het APG III-systeem is het APG IV-systeem uitgebreid met de nieuw onderscheiden ordes: Boraginales, Dilleniales, Icacinales, Metteniusales en Vahliales.

### Nieuw onderscheiden clades
Daarnaast worden nog enkele nieuwe informele (rangloze) clades onderscheiden:
- de clade 'superrosids' (gedomineerd door de clade 'rosids', met daarbinnen de fabiden en de malviden),
- de clade 'superasterids' (gedomineerd door de clade 'asterids', met daarbinnen de lamiiden en de campanuliden).

### Plaatsingen van families
Twee families, die op zich potentieel een monotypische orde vormen, zijn in plaats daarvan verplaatst:
- de familie Dasypogonaceae is verplaatst naar de orde Arecales,
- de familie Sabiaceae is verplaatst naar de orde Proteales.

Twee parasitaire families, die voorheen onzekere plaats hadden, zijn nu geplaatst:
- de familie Cynomoriaceae is geplaatst in de orde Saxifragales,
- de familie Apodanthaceae is geplaatst in de orde Cucurbitales.

### Nomenclatorische wijzigingen bij families
Sinds de publicatie van APG III hebben nieuwe onderzoeksresultaten geleid tot veranderingen in de omschrijving en de karakterisering van de families. Hoewel sommige in APG III erkende families mogelijk niet monofyletisch zijn, worden er geen wijzigingen aangebracht in de orde Dioscoreales en de orde Santalales.
Enkele naamswijzigingen waren alleen nodig wegens nomenclatuurproblemen, waaronder:
- de vervanging van de familie Asphodelaceae voor de familie Xanthorrhoeaceae (binnen de orde Asparagales),
- de familie Francoaceae voor de familie Melianthaceae (binnen de orde Geraniales);
  - in de familie Francoaceae behoren echter ook de familie Bersamaceae, de familie Ledocarpaceae, de familie Rhynchothecaceae en de familie Vivianiaceae.

### Omgrenzingen van de families
Er zijn nog enkele kleinere veranderingen in de omgrenzingen van de families, voornamelijk binnen de 'lamiids', zoals de vroegere Icacinaceae, waar reeds lang problemen waren met verschillende genera, die nu verplaatst zijn naar de Metteniusaceae.
Slechts kleine veranderingen in omgrenzing komen voor bij
- de familie Aristolochiaceae, nu inclusief de familie Lactoridaceae en de familie Hydnoraceae in de orde Aristolochiales,
- de familie Maundiaceae, afgesplitst van de familie Juncaginaceae (orde Alismatales)
- de familie Restionaceae, nu opnieuw inclusief de familie Anarthriaceae en de familie Centrolepidaceae (orde Poales),
- de familie Buxaceae, nu inclusief de familie Haptanthaceae (orde Buxales),
- de familie Peraceae afgesplitst van de familie Euphorbiaceae (orde Malpighiales),

Erkenning van 
- de familie Petenaeaceae (orde Huerteales),
- de familie Kewaceae, de familie Limeaceae, de familie Macarthuriaceae en de familie Microteaceae (orde Caryophyllales),
- de familie Petiveriaceae afgesplitst van de familie Phytolaccaceae (orde Caryophyllales),

### Geslachten samenstelling van families
Veranderingen van de samenstelling van families met betrekking tot de geslachten:
- het geslacht Allantospermum verplaatst van de familie Ixonanthaceae naar de familie Irvingiaceae (orde Malpighiales),
- het geslacht Pakaraimaea verplaatst van de familie Dipterocarpaceae naar de familie Cistaceae (orde Malvales),
- verplaatsing van de geslachten Borthwickia, Forchhammeria, Stixis en Tirania van de familie Capparaceae naar de familie Resedaceae (orde Brassicales),
- de familie Nyssaceae afgesplitst van de familie Cornaceae (orde Cornales)
- het geslacht Pteleocarpa verplaatst naar de familie Gelsemiaceae (orde Gentianales),
- het geslacht Sanango verplaatst van de familie Gesneriaceae naar de familie Loganiaceae,
- familie Lindenbergiaceae en de familie Rehmanniaceae opgenomen in de familie Orobanchaceae
- familie Mazaceae afgesplitst van de familie Phrymaceae (orde Lamiales).

Veranderingen in APG IV op basis van gepubliceerde studies omvatten plaatsing van het geslacht Petenaea in zijn eigen familie Petenaeaceae, erkenning van de familie Kewaceae voor het geslacht Kewa en reorganisatie van enkele families waarvan bekend was dat ze problematisch waren. Er waren bijvoorbeeld verschillende geslachten verplaatst van de familie Icacinaceae naar de voorheen monogenerische familie Metteniusaceae.

## Fylogenetische stamboom
| APG IV (2016) Fylogenetische stamboom van bedektzadigen |
| --- |
| - 'angiosperms', bedektzadigen, Angiospermae - Amborellales - - Nymphaeales - - Austrobaileyales - 'mesangiosperms' - 'magnoliids', magnoliiden, Magnoliopsida - - Magnoliales - Laurales - - Piperales - Canellales - Chloranthales - - 'monocots' (Monocotyledoneae) - Acorales - - Alismatales - - Petrosaviales - - - Dioscoreales - Pandanales - - Liliales - - Asparagales - 'commelinids', commeliniden - Arecales - - Poales - - Commelinales - Zingiberales - Dicotyledonae, tweezaadlobbigen - Ceratophyllales - 'eudicots', Asteropsida, 'nieuwe' tweezaadlobbigen - - Ranunculales - - Proteales - - Trochodendrales - - Buxales - - Gunnerales - 'core eudicots' Pentapetalae - 'superrosids' - Saxifragales - 'rosids', rosiden - Vitales - - 'fabids', fabiden, 'eurosids I' - Zygophyllales - - "COM" - - Celastrales - - Oxalidales - Malpighiales - - Fabales - - Rosales - - Fagales - Cucurbitales - 'malvids', malviden, 'eurosids II' - "COM":Celastrales, Oxalidales & Malpighiales - - - Geraniales - Myrtales - - Crossosomatales - - Picramniales - - Sapindales - - Huerteales - - Brassicales - Malvales - Dilleniales - 'superasterids' - - Berberidopsidales - - Santalales - - Caryophyllales - 'asterids', asteriden - Cornales - - Ericales - - 'lamiids', lamiiden, 'euasterids I' - - Icacinales - - Metteniusales - - Garryales - - Vahliales - Solanales - Gentianales - Boraginales - Lamiales - 'campanulids', campanuliden, 'euasterids II' - - Aquifoliales - - Asterales - Escalloniales - - Bruniales - - Apiales - - Dipsacales - Paracryphiales |
| → benoemde clades zijn omlijnd ← |